# Tiếng Thủy
Tiếng Thủy là một ngôn ngữ Đồng-Thủy nói bởi người Thủy của tỉnh Quý Châu của Cộng hòa Nhân dân Trung Hoa. Theo Ethnologue, ngôn ngữ này được sử dụng bởi khoảng 300.000 người vào năm 2007. Tiếng Thủy còn phong phú về kho phụ âm, với phương ngữ Tam Động (三洞) có tới 70 phụ âm. Ngôn ngữ này còn có chữ viết, được gọi là chữ Thủy (tiếng Trung: 水書; Hán-Việt: Thủy thư), sử dụng cho các mục đích nghi lễ.

## Phương ngữ

### Trung Quốc
Tại Trung Quốc, tiếng Thủy được chia thành ba phương ngữ với những khác biệt nhỏ (Wei & Edmondson 2008):
- Tam Động 三洞, chiếm khoảng 90% số người nói tiếng Thuỷ.
  - Huyện tự trị dân tộc Thủy Tam Đô: Tam Động 三洞, Thuỷ Long 水龙, Trung Hòa 中和, Miêu Thảo 苗草, Bá Nhai 坝街, Giáp Đảo 甲倒, Thạch Kỳ 石奇, Giai Vinh 佳荣, Hằng Phong 恒丰, Châu Đàm 周覃, Cửu Thiên 九仟, Đường Châu 塘州, Dương Mông 阳蒙
  - Lệ Ba: Dao Khánh 瑶庆
  - Độc Sơn: Ôn Tuyền 温泉 (Thiên Tinh 天星)
  - Dong Giang
  - Tòng Giang
- Dương An 阳安
  - Huyện tự trị dân tộc Thủy Tam Đô: Dương An 阳安, Dương Lộc 羊洛, Lâm Kiều 林桥
  - Độc Sơn: Đổng Miểu 董渺
- Pandong 潘洞
  - Đô Quân: Phan Động 潘洞
  - Độc Sơn: Ông Đài 翁台

Tại Quảng Tây, tiếng Thủy được nói bởi khoảng 10.000 người ở huyện Dung Thủy và khoảng 1.900 người ở huyện Nam Đan (ví dụ như ở thôn Long Mã 龙马庄 thuộc trấn Lục Trại 六寨镇, nơi người dân gọi ngôn ngữ của mình là pu44 sui33).

### Việt Nam
Tại Việt Nam, tiếng Thủy cũng được nói ở xã Hồng Quang, huyện Lâm Bình, tỉnh Tuyên Quang, nhưng người nói thứ tiếng này lại bị xếp cùng với người Pà Thẻn. Vì tiếng Pà Thẻn và tiếng Tày cũng được nói ở Hồng Quang nên nhiều người Thủy cũng nói được hai thứ tiếng này.
Theo nhiều người Thủy cao tuổi ở Hồng Quang cho rằng tổ tiên của họ đã di cư từ Trung Quốc sang Việt Nam từ 100 đến 200 năm trước. Edmondson & Gregerson (2001) cho rằng tiếng Thủy ở Hồng Quang gần giống với phương ngữ Tam Động được nói ở Thủy Lũng 水龙, huyện tự trị dân tộc Thủy Tam Đô, Quý Châu, Trung Quốc.